# Catedral de Matera
La catedral de Matera ( en italiano: Duomo di Matera; Cattedrale di Santa Maria della Bruna e di Sant'Eustachio) es una catedral católica en Matera, Basilicata, Italia.  Está dedicada a la Virgen María bajo la designación de la Madonna della Bruna y a Santa Eustaquio.  Anteriormente la sede de los obispos, posteriormente arzobispos, de Matera, ahora es la catedral de la archidiócesis de Matera-Irsina . 

## Historia

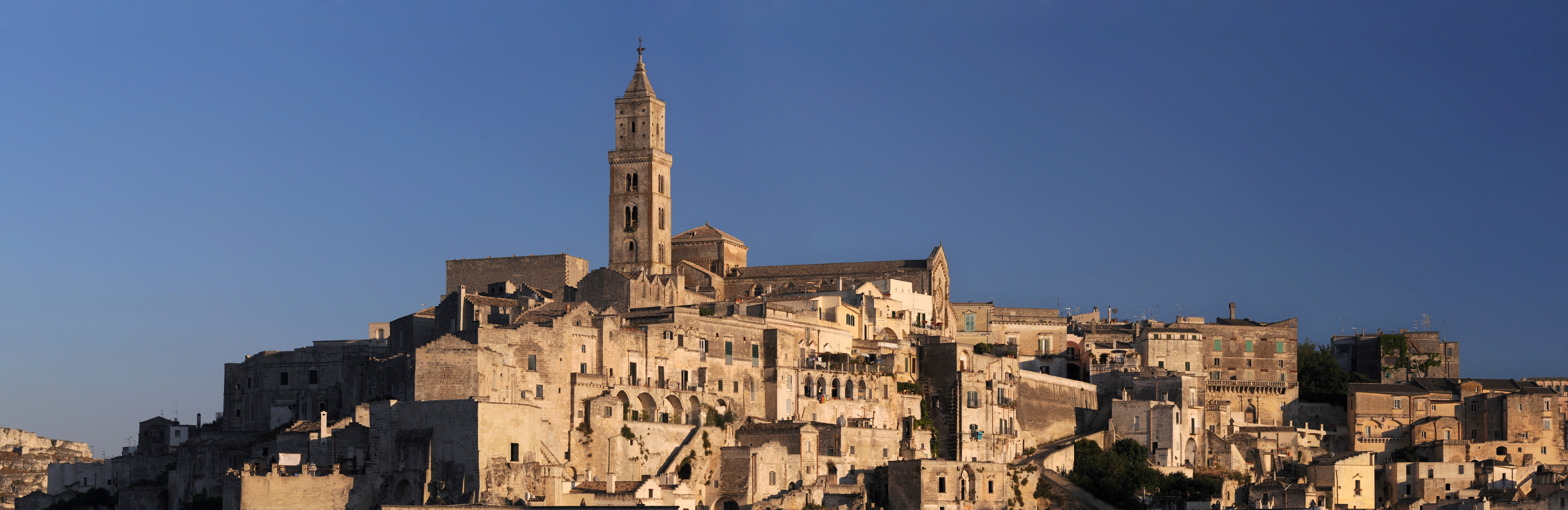
Catedral de Matera, vista panorámica con el Sassi.

La catedral fue construida en estilo románico apuliano en el siglo XIII en la cresta que forma el punto más alto de la ciudad de Matera y divide a los dos Sassi, en el sitio de la antigua Iglesia de San Eustaquio, protector de la ciudad. La construcción comenzó en 1203, el año en que el Papa Inocencio III elevó a Matera al rango de archidiócesis en unión con Acerenza como la Archidiócesis de Acerenza y Matera, y se completó en 1270. 
La dedicación original fue a Santa Maria di Matera, según consta en un documento notarial contemporáneo. Luego, sobre la evidencia de un testamento de 1318, se tituló Santa Maria dell'Episcopio, y desde 1389, año en que el Papa Urbano VI (entonces arzobispo de Matera), instituyó la fiesta de la Visitación, se dedicó a Santa Maria della Bruna, también protectora de la ciudad.  Finalmente, a partir de 1627, monseñor Fabrizio Antinori, arzobispo de Matera, dedicó la catedral a la Madonna della Bruna y a San Eustaquio. 

## Edificio

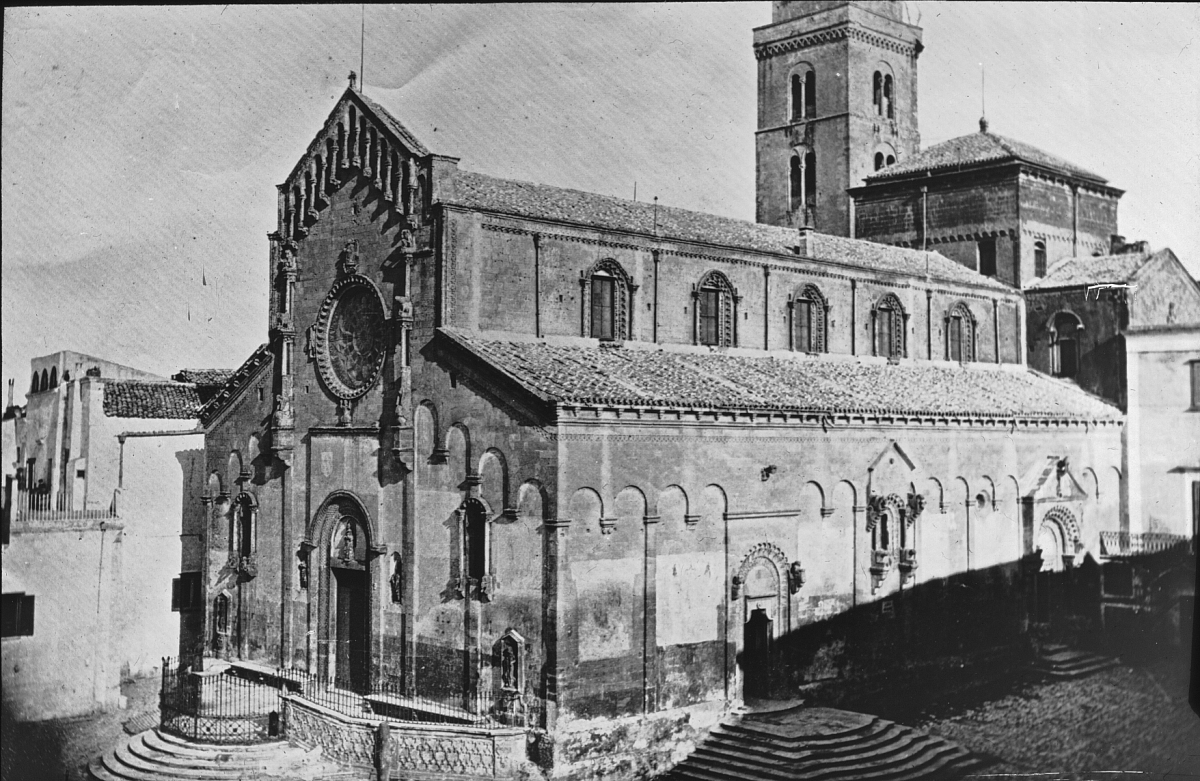
Vista antigua de la Catedral de Matera

El frente oeste está dominado por el rosetón de dieciséis rayos y por el campanario en el lado izquierdo, de 52 metros de altura. La catedral tiene una planta de cruz latina y contiene tres naves.  El interior alberga un fresco de estilo bizantino que representa a la Madonna della Bruna y al Niño; las reliquias de San Juan de Matera (trasladadas aquí en 1830); el coro de madera tallada en el ábside; un grupo escultórico de un Pesebre (1534, escena de la Natividad ), esculpido por Altobello Persio; la capilla de la Anunciación erigida en el período renacentista por Giulio Persio y un fresco del siglo XIV que representa el Juicio Final, que reapareció durante los trabajos de restauración recientes.